# Ошакты
Ошакты (каз. Ошақты) — один из казахских родов . Исторически кочевали, проживали в нижнем течении Таласа, юго-восточных отрогах Каратау. В конце XIX в. их число достигло 20 тыс. человек. По подсчёту М. Т. Тынышпаева, их численность в 1917 г. достигала 70 тыс. чел. Уран: «Бахтияр». Являются потомками древних усуней и средневековых хушинов. Родственными племенами для ошактинцев являются шапырашты и ысты. Из известных персоналий стоит отметить батыра Саурыка – героя битвы с ойратами при Буланты в 1725 году.

## Шежире
Согласно шежире Г. Н. Потанина, у Уйсуна было два сына — Абак и Тарак. От Тарака происходили жалаиры, от Абака — Дулат, Албан, Суан (по другим сведениям добавляли Сары Уйсуна), от Токал (второй жены) — Шапырашты, Ошакты, Ысты, Сыргелы, а Канлы и Шанышкылы являются пришельцами (кирме).
Согласно шежире З. Садибекова: у Майкы был сын Бахтияр, у него было два сына — Ойсыл и Уйсил. У Ойсыла было три сына: Жалмамбет (отец Ошакты), Жарымбет (отец Шапырашты), Жарас (отец Ысты). У Уйсила сын Абак (Аксакал), у которого сын Караш-би. У него сыновья Байдибек и Байдуыл. У Байдуыла — сын Шакшам, у Байдибека — сын Сары Уйсун (от Байбише — старшей жены) и Жарыкшак (от Домалак ана). У Жарыкшака — сыновья Албан, Суан, Дулат.

## Уйсуны и ушины
Ошакты представляют собой один из родов в составе крупного племенного объединения уйсун. Б. Б. Ирмуханов в уйсунах видел потомков дарлекин-монгольского племени ушин. Монгольскую версию происхождения уйсунов также поддерживает Ж. М. Сабитов. Согласно одной из версий шежире, предком уйсунов является Майкы-бий из монгольского племени ушин (хушин).

## Гаплогруппа
Для уйсунов характерной является гаплогруппа С2-M217. Генетически уйсунам из народов Центральной Азии наиболее близки баяты, проживающие в аймаке Увс на северо-западе Монголии.
C3-M401 — 36,7 %, R1a1a-M198 — 26,7 %, G1-M285 — 10 %.
По мнению Ж. М. Сабитова, подкреплённому данными популяционной генетики, роды дулат, албан, шапрашты, ошакты являются потомками рода уйсун и имеют общего предка по мужской линии (предположительно это Байдибек, потомок Майкы-бия).

## Внутреннее деление
Племя ошакты по казахской родословной делится на 4 основных подразделения, которые, в свою очередь, подразделяются на рода:
1. Байлы (или Байназар): Сүзік (Созақ), Байсары, Қасқа, Қабыл.
2. Қоңыр (Қойназар): Шуылдақ, Алдатаңатар, Жамантымақ, Түлкіші.
3. Аталық (Бекназар): Жолымбет (Көбек, Төбет, Бердісүгір), Келімбет (Құрман), Әлімбет (Бидалы, Биғұлы)
4. Тасжүрек (Қайназар): Қосан, Солағай, Сейіт, Тоқтыауыл, Қараман, Келменбет, Бөлек, Тас, Тілеу, Қайқы, Таз, Кенже.

## Представители
Санырык Токтыбайулы
Мырзатай Жолдасбекович Жолдасбеков
Абдыр Сагинтаев
Бакытжан Абдирович Сагинтаев